# Neon Genesis Evangelion 6: Fjärde barnet
Volym 6 av mangan Neon Genesis Evangelion av Yoshiyuki Sadamoto.

## Handling
Toji får veta att han ska bli det fjärde barnet och berättar det för Shinji. Han är rädd för att sätta sig i en Evangelion och slåss för mänsklighetens överlevnad. Asuka bekänner sin kärlek för Kaji-san, men får inga besvarade känslor vilket resulterar i ett utbrott från hennes sida. En ny apostel attackerar och Ayanami slås snabbt ut och kan inte strida mer. Toji, som strider för första gången, får sin EVA influerad av aposteln som övertar kontrollen av maskinen. Shinji, som är den enda kvarvarande piloten, vägrar att slåss mot sin vän och Gendo är tvungen att koppla in en sorts autopilot. På detta sätt kan EVA styras från basen. EVA:n går till attack mot Toji utan att Shinji vill det och det sista han ser av sin kompis är hans livskapsel som krossas av EVA.

## Kapitel
- Fjärde barnet
- Ljus följt av skugga
- Bekännelse
- Gåva
- Motattack
- Fejksystemet
- Då skymningen färgas svart